# Itchen Valley
Itchen Valley is een civil parish in het Engelse graafschap Hampshire.
Het maakt deel uit van het district Winchester, en bestaat uit de dorpen Avington, Easton, Itchen Abbas en Martyr Worthy. In 2001 bevatte Itchen Valley 1267 zielen. In 2011 was dit aantal inmiddels toegenomen tot 1459.
Het ligt ten noordoosten van Winchester, en dankt zijn naam aan de River Itchen, die door het gebied stroomt. De parish wordt doorkruist door de snelweg M3. De hoofdroute van west naar oost is de B3047. In het oosten vanuit Winchester komt de B3047 de parish binnen bij Worthy Park, en verlaat hij de parisch weer zo'n 300 meter ten oosten van Rectory Lane, Itchen Abbas.
De parish wordt doorkruist door aangelegde paden, waaronder de Itchen Way, King's Way, Pilgrims' Way, St. Swithun's Way, South Downs Way, Three Castles Path and Oxdrove Way.